# Waschhaus (Pouilly-le-Fort)

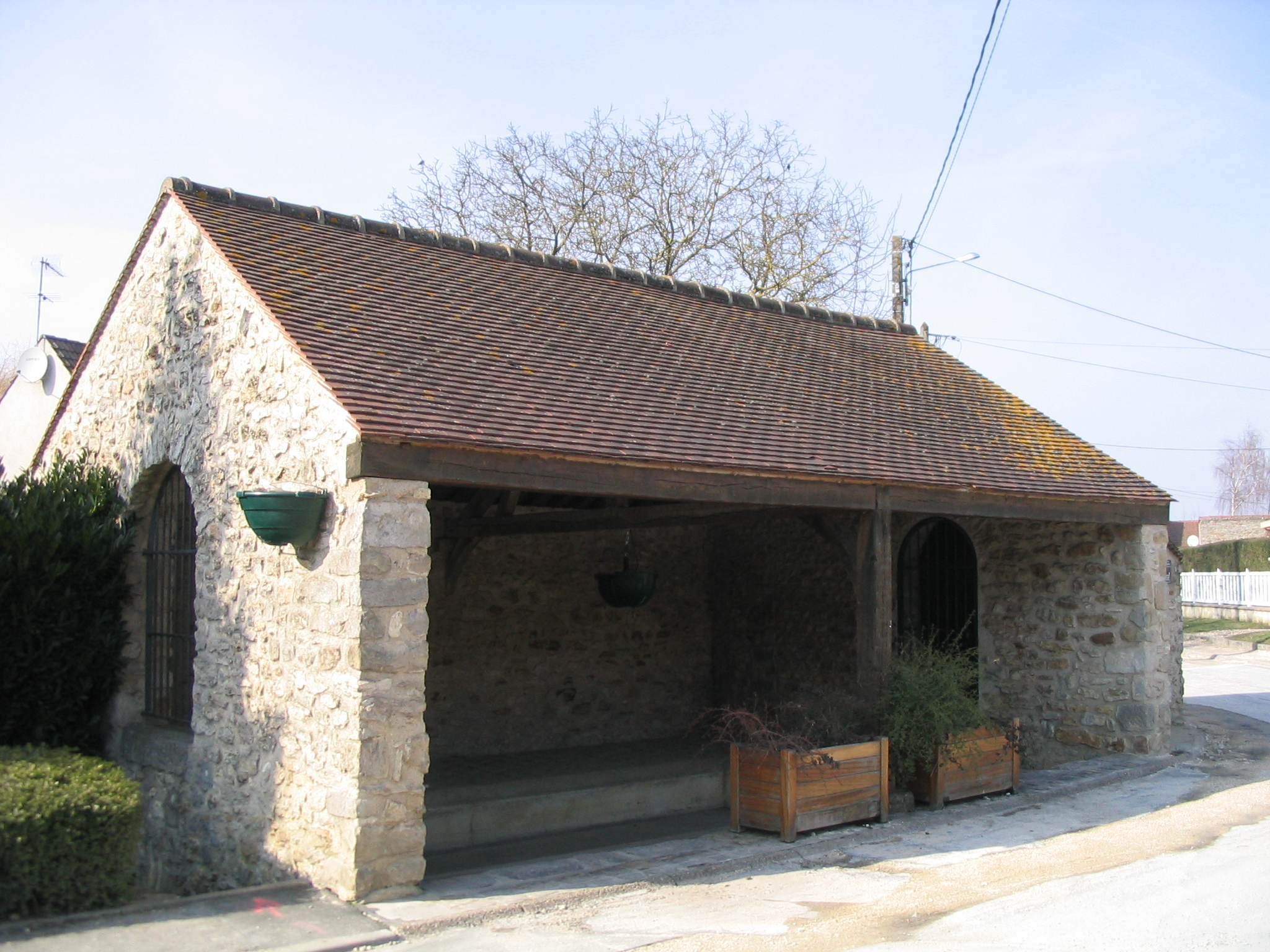
Waschhaus in Pouilly-le-Fort

Das Waschhaus (französisch lavoir) in Pouilly-le-Fort, einem Ortsteil der französischen Gemeinde Vert-Saint-Denis im Département Seine-et-Marne in der Region Île-de-France, wurde in der zweiten Hälfte des 19. Jahrhunderts errichtet.
Das öffentliche Waschhaus aus Bruchsteinmauerwerk steht in der Rue du Lavoir. Es wird von einem Satteldach gedeckt.